# Тетеркина (приток Пюлькы)
Тетеркина — река в России, протекает по территории Красноселькупского района Ямало-Ненецкого автономного округа. Устье реки находится в 71 км по правому берегу реки Пюлькы. Длина реки — 53 км.

## Притоки
- 7 км: Сырая
- 29 км: река без названия
- 37 км: Горелая

## Данные водного реестра
По данным государственного водного реестра России относится к Нижнеобскому бассейновому округу, водохозяйственный участок реки — Таз, речной подбассейн реки — подбассейн отсутствует. Речной бассейн реки — Таз.
Код объекта в государственном водном реестре — 15050000112115300064843.